# Översvämningarna i Kuala Lumpur 1971
Översvämningarna i Kuala Lumpur 1971 var en större störtflod(en) i Malaysia i januari 1971. Den var ett resultat av kraftiga monsunregn, som översvämmade floderna Klang, Batu och Gombak. 32 personer dödades och 180 000 drabbades. Malaysias premiärminister Tun Abdul Razak förklarade ett tillstånd av nationell katastrof i Västmalaysia.
Översvämningarna var de värsta sedan 1926. Ett resultat av översvämningarna var att Kuala Lumpur Flood Mitigation Programme sattes upp.